# Sylvia Albrecht
Sylvia Albrecht (Oost-Berlijn, 28 oktober 1962) is een schaatsster uit Oost-Duitsland. Ze vertegenwoordigde haar vaderland op de Olympische Winterspelen 1980 in Lake Placid waar ze de bronzen medaille won op de 1000 meter.

## Resultaten

### Olympische Spelen
| Jaar | Plaats      | Resultaten                                  |
| ---- | ----------- | ------------------------------------------- |
| 1980 | Lake Placid | 1000 meter · 9e 1500 meter · 14e 3000 meter |

### Wereldkampioenschappen
| Jaar                      | Plaats          | Resultaten             |
| ------------------------- | --------------- | ---------------------- |
| 1979 Allround 1979 Sprint | Den Haag Inzell | 10e Allround 4e Sprint |
| 1980 Allround             | Hamar           | 11e Allround           |

### Duitse kampioenschappen
| Jaar | 500 m | 1000 m | 1500 m | 3000 m | Allround | Sprint |
| ---- | ----- | ------ | ------ | ------ | -------- | ------ |
| 1979 | Goud  | Goud   | Goud   | 4e     | -        | Goud   |
| 1980 | 5e    | 6e     | Brons  | 10e    | -        | -      |

## Persoonlijke records
| Afstand    | Tijd    | Datum         | Baan     |
| ---------- | ------- | ------------- | -------- |
| 500 meter  | 41,20   | 30 maart 1979 | Alma-Ata |
| 1000 meter | 1.23,60 | 30 maart 1979 | Alma-Ata |
| 1500 meter | 2.11,17 | 27 maart 1979 | Alma-Ata |
| 3000 meter | 4.41,12 | 27 maart 1979 | Alma-Ata |